# The Butcher's Wife
The Butcher's Wife — titulado Una bruja en Nueva York en España,  o Qué linda adivina! en Hispanoamérica — es una película protagonizada por Demi Moore y Jeff Daniels, dirigida por Terry Hughes.

## Argumento
Marina (Demi Moore) es una mujer joven con poderes especiales. Puede predecir algunas cosas que ocurrirán en el futuro. Durante varias noches sueña con un hombre que será su marido. Cuando llega a la playa Leo (George Dzundza), un hombre de Nueva York que ha ido a pescar, Marina está convencida de que es el hombre de sus sueños. Se va con él a Nueva York y se casan. Los vecinos establecen pronto una buena relación con Marina y ella crea una atmósfera mágica que a todos les cautiva. Con el tiempo Marina se da cuenta de que su matrimonio no es tal como ella se lo había imaginado, pero en la vecindad hay un joven que, según cree, sí que es el hombre de sus sueños.
- Datos: Q1195550